# 군관구
군관구(軍管區, Military district) 혹은 군구(Military regions)는 각 국가의 군사 조직에서 군사행정을 위해 설정한 지역이나 구역을 가리킨다.

## 아메리카

### 미국
미국 육군에서 최초의 군관구는 군사 및 행정적 지휘부인 군사지부(Military Department)로서 1812부터 1920년까지 운영되고, 이후 미국 본토의 지부는 군단지역으로 대채되었으나, 해외 지부인 필리핀, 하와이, 파나마 운하와 푸에르토 리코 지부는 각각 1942년, 1943년, 1947년까지 운영되었다.  이후에는 통합전투사령부 체제를 도입하여 범지구적 지역 단위로 분할되고 통합된 군종 관할지역을 운영하고 있다.
현재 미국의 수도인 워싱턴 D.C.를 위한 육군, 해군, 공군, 해안경비대의 관할지구가 군관구의 이름을 쓰고있다. 

## 아시아

### 대한민국
대한민국에서는 한국 전쟁 이후, 육군본부는 1954년 12월에 먼저 5개의 군관구 사령부를 창설하고 1970년대 말까지 운영했었다. 해군본부는 1973년에 5개 해역사령부를 편성하였고, 1986년 2월 1일에 재편성 계획을 집행하여 1과 5는 1, 2함대, 2, 3, 6은 3함대로 정리했다.
- 제1군관구사령부
본부는 광주광역시에 두고 전라도 지역을 책임지역으로서 담당했었다. 1955년 2월 20일, 31, 4월 20일에, 35사단, 그 외 2개 동원사단을 예속했었다.
- 제2군관구사령부
1954년 12월 22일 창설되어 부산광역시에 본부를 두고 경상남도를 맡았었으나, 6년 뒤, 1960년 1월 15일에 군수기지사령부으로 재편성되어 제2군관구는 해체되었다. 1974년 4월 1일에 재창설된 것이 마지막 기록이다.[1]
- 제3군관구사령부
1954년 12월 1일에 논산시에서 창설되어 충청도를 담당했다.
- 제5군관구사령부
대구광역시에 본부를 두고 경상북도 지역을 담당했다. 1955년 6월 18일에 39, 50사단을 예속했다.
- 제6군관구사령부
서울특별시 영등포구 문래동에 있는 문래근린공원에서 창설되었다. 30, 33사단을 예속하여 서울특별시 일부, 경기도 일부(지금의 인천광역시 포함)를 맡았었으며, 이후 수도경비사령부와 서울특별시를 나누어서 맡았다. 1974년 3일 1일에 경인지역방어사령부로, 다시 이듬해 1975년 8월 1일에 경기도 안양시로 옮겨가서 수도군단으로 개편되었다.[2]

### 라오스
라오스 왕국은 1955년에 최초로 5개의 군관구가 설치되었다. 1962년에 사이냐불리주와 참빠삭주가 각각 6, 7군관구로 분리되었으나, 1968년 7월에 다시 되돌렸다.
- 제1군관구 - 루앙프라방, 관할지역: 루앙남타 주, 루앙프라방주, 보케오주, 사이냐불리주, 우돔싸이주, 퐁살리주
- 제2군관구 - 비엔티안, 관할지역: 볼리캄사이 주, 비엔티안주, 씨앙쿠앙주, 후아판주
- 제3군관구 - 사반나케트, 관할지역: 사반나케트 주, 캄무안주
- 제4군관구 - 참파사크, 관할지역: 살라완주, 세콩주, 앗타푸주, 참빠삭주
- 제5군관구 - 치나이모 기지, 관할지역: 비엔티안주, 볼리캄사이주
- 제6군관구 - 사이냐불리주; 1962년 ~ 1968년 7월
- 제7군관구 - 참빠삭주; 1962년 ~ 1968년 7월

### 베트남
베트남 인민군은 베트남 전쟁 전후로 베트남 사회주의 공화국의 수도를 관할하는 하노이 수도고위사령부와 9개 군구를 설치하였다. 그 중에 제6, 8번 군구가 제5,9 군구로 병합되어 부대 목록에서 내려졌다.
- 하노이 수도고위사령부 - 하노이
- 제1군구 - 타이응우옌
- 제2군구 - 비엣찌
- 제3군구 - 하이퐁
- 제4군구 - 빈
- 제5군구 - 다낭
- 제6군구; 1961년, 창설 ~ 1976년 5월, 제5군구에 병합됨.
- 제7군구 - 호찌민 시
- 제8군구; 1945년, 창설 ~ 1974년, 제9군구에 병합됨.
- 제9군구 - 껀터

### 일본

#### 제국 육군
일본은 메이지 정부 4년째인 1871년 10월 4일에 진대(鎮台)란 특유의 체계로 군관구를 도입하였는데, 진대는 군구를 겸하기도 했다. 최초에는 인구가 적은 류큐와 홋카이도를 뺀 열도를 도쿄, 센다이(1871년-1873년, "도호쿠"), 오사카, 쿠마모토(1871년-1873년, "친세이" 혹은 "친제이")를 중심으로 4개 구역으로 분할하고, 각 지역은 다시 2~3개 사관(師管)으로 세분화되었다. 1873년 1월 9일, 나고야와 히로시마 진대가 추가되고, 홋카이도는 군구로 지정되어 6개 진대, 7개 군구로 형성되었다.
1888년(메이지 21년) 5월 14일, 진대가 폐지되고 사단으로 재편성되어 사관으로 대채되었는데, 홋카이도의 제7군구는 1894년 10월 16일이 돼서야 제7사단으로 개편되었다. 각 사관은 2개의 여단에 의한 여관(旅管)로 분할되었다가, 1935년(쇼와10년) 8월 1일에 삼각 편제로 고정되면서 사관은 연대구로 나뉘는 것으로 고정되었다.
1896년 4월 1일에 근위사단이 관할하는 친위사관이 약 3년간 설치되었다.
- 경비대구(警備隊区)
- 대대구(大隊区)
- 연대구(連隊区)
- 여관(旅管)
- 사관(師管区)/사관구(師管区)
- 군구(軍区)/군관구(軍管区)
- 방공관구(防空管区)

#### 제국 해군
일본 제국 해군의 군구는 해군구(일본어: 海軍区 가이군쿠[*])라고 명명하였는데, 내지의 4개 진수부가 관할하는 해역이기도 하였다.
1. 요코스카 진수부
도쿄부, 아오모리, 아키타, 이와테, 미야자키, 후쿠시마, 이바라키, 지바, 도치기, 군마 사이타마, 가나가와, 야마테, 시즈오카, 아이치, 나가노, 기후, 미에, 홋카이도, 가라후토, 남양 군도 위임통치구역(南洋海軍区 남양해군구[*])
2. 구레 진수부
오사카부, 나라, 미카타군과 기노사키군을 뺀 효고, 후쿠야마, 히로시마, 야마구치, 가가와, 도쿠시마, 고치, 아이치, 아리아케항을 제외한 미야자키, 무나카타군과 온가군을 뺀 후쿠오카 동부, 오이타
3. 사세보 진수부
후쿠오카, 미야자키, 사가, 나가사키, 구마모토, 가고시마, 오키나와, 조선, 대만, 관동주(関東州海軍区 관동주해군구[*])
4. 마이즈루 진수부
교토부, 야마가타, 니이가타, 도야마, 이시카와, 후쿠이, 시가, 효고의 미카타군과 기노사키군, 돗토리, 시마네

#### 해상자위대

지방대의 본부 위치와 관할영역도

해상자위대의 군구는 일본 제국 해군의 해군구에서 홋카이도를 관할하는 오미나토 지방대가 추가된 모양새로 계승되었다.
- 요코스카 지방대
- 구레 지방대
- 사세보 지방대
- 마이즈루 지방대
- 오미나토 지방대

### 중화인민공화국
제2차 국공 내전에서 승리하여 중국 대륙을 장악한 중국 인민해방군은 내전을 마친 1949년에 각 성 별로 22개 성급군구를 2, 3급 군구로 그리고 그 여러 개의 성급군구를 가지는 대군구인 1급 군구를 설치하였다.
- 광저우 군구
- 난징 군구
- 란저우 군구
- 베이징 군구
- 선양 군구
- 지난 군구
- 청두 군구

2017년, 시진핑의 중국 인민해방군 개편에 따라 5개 전구로 재편성되었다.

## 오세아니아

### 오스트레일리아

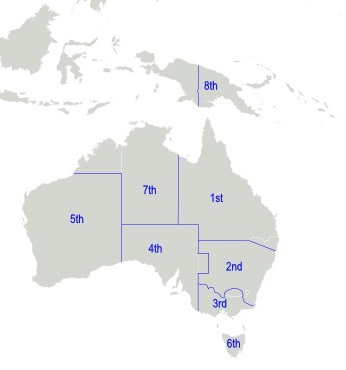
오스트레일리아의 군관구, 1939년 10월

오스트레일리아 국방군은 8개 군관구를 두고 있었다.
1. 제1관구: 브리스번
퀸즐랜드 주
2. 제2관구: 시드니
머리강, 브로큰힐, 머럼비드지 강 북부 뉴사우스웨일스주
3. 제3관구,  본부: 멜번
빅토리아 주와 머럼비드지 강 남부 뉴사우스웨일스주
4. 제4관구: 애들레이드
사우스오스트레일리아주
5. 제5관구: 퍼스
웨스턴오스트레일리아주(킴벌리 지구 제외)
6. 제6관구: 호바트 앤젤레사 막사
테즈메이니아 주
7. 제7관구: 다윈
노던 준주
8. 제8관구: 라바울, 포트모르즈비
뉴기니아 준주, 솔로몬 제도, 뉴헤브리디스 제도

1939년 지리적 사령부 구조가 적용되어 제1군관구는 북부사령부, 제2군관구는 동부사령부, 제5군관구는 서부사령부로 재편성되었다. 나머지 군관구는 제2차 세계 대전이 시작한 1942년에 3,4,6관구는 남부사령부, 제7군관구는 북부지방군, 제8군관구는 뉴기니군으로 재편성되었다.
서부사령부는 1942년 4월에 작전부대인 제3군단으로 재편성되었으나, 해외로 배치되지 않았고, 1944년 6월 다시 서부사령부로 되돌려졌다. 북부지방군은 1946년 2월 28일에 제7군관구로 되돌려졌다.
오스트레일리아의 지리적 사령부 구조는 1970년대까지 이어졌다.

### 인도네시아

인도네시아 군구사령부의 2021년도 관할구 지도

군구사령부(인도네시아어: Komando Daerah Militer (Kodam))은 인도네시아 육군의 군관구이다.

## 아프리카

### 이집트

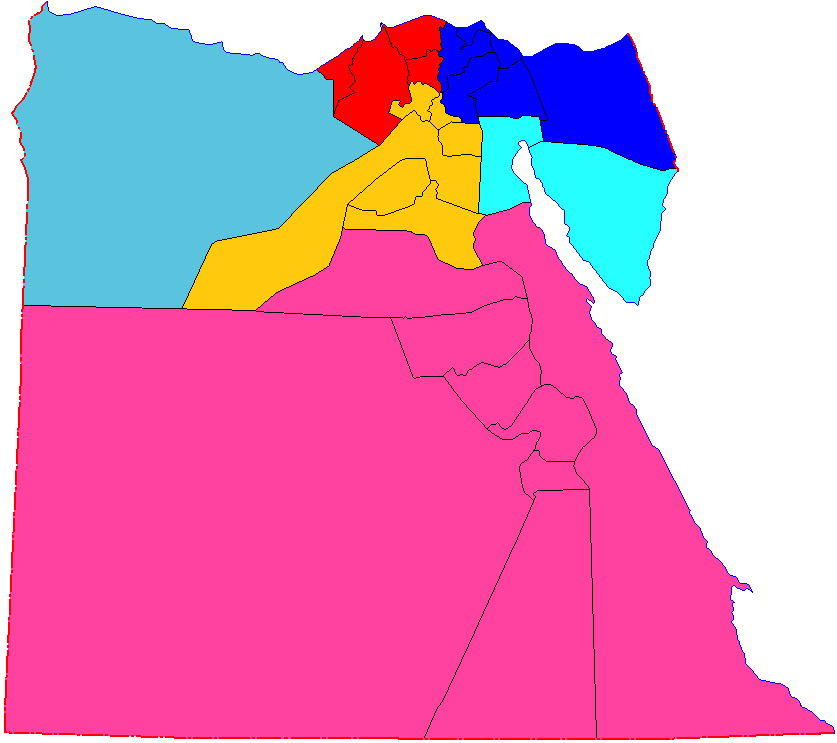

- 동부군구   -   제2군
- 제3군   서부군구
- 남부군구
- 북부군구
- 중앙군구

- 동부군구 - 수에즈 운하
  - 제2군
  - 제3군
- 서부군구 - 메르사마트루
- 남부군구 - 아시우트
- 북부군구 - 알렉산드리아
- 중앙군구 - 카이로

## 유럽

### 영국
영국 육군에서 관구를 둔 것은 1793년에 브리튼섬을 북부, 서부, 서남의 3개 군정 구역을 설정하므로서 시작하였다. 2년 뒤, 동부 관구를 설치하였다. 1995년에 런던 관구를 제외한 모든 관구가 지상사령부 본부(HQ Land)로 병합되었다. 현재 지역사령부 예하의 지역 본부는 영국 육군의 청소년 조직인 육군생도군를 관리하는 지역거점사령부(RPoC)이다.

## 같이 보기
- 요새화 구역

## 참고

### 웹
1. ↑  “군수기지사령부”. 국가기록원. 2015년 10월 30일. 2016년 1월 29일에 원본 문서에서 보존된 문서. 2015년 11월 28일에 확인함.
2. ↑  김가영 (2011년 11월 15일). “육군부대도 `生家' 찾아준다”. 국방일보. 2014년 2월 3일에 원본 문서에서 보존된 문서. 2012년 2월 9일에 확인함.
3. 1 2 3  Dennis et al 1995, 395쪽.
4. ↑  Dennis et al 1995, 362쪽.
5. ↑  McKenzie-Smith 2018, 2027-2028쪽.
6. ↑  “AWM52 1/5/27/41: November 1945 – June 1946” (PDF). 《Unit war dairies, 1939–45》. Australian War Memorial. 2018년 6월 24일에 확인함.

### 자료
- Peter, Dennis; Jeffrey, Grey; Ewan, Morris; Robin, Prior (1995). 《The Oxford Companion to Australian Military History》 (영어) 1판. Melbourne: Oxford University Press. ISBN 0-19-553227-9.
- McKenzie-Smith, Graham (2018). 《The Unit Guide: The Australian Army 1939–1945》 (영어) 2판. Warriewood, New South Wales: Big Sky Publishing. ISBN 978-1-925675-146.
- 《第七章 一, 海軍區》. 海軍智識 (일본어). 海軍省編. 1940년 1월.